# Goães (Vila Verde)
Goães ist ein Ort und eine ehemalige Gemeinde (Freguesia) im Norden Portugals.
Goães gehört zum Kreis Vila Verde im Distrikt Braga. Die Gemeinde hatte eine Fläche von 3,1 km² und 546 Einwohner (Stand 30. Juni 2011).
Am 29. September 2013 wurden die Gemeinden Goães, Godinhaços, Pedregais, Azões, Portela das Cabras, Duas Igrejas und Rio Mau zur neuen Gemeinde União das Freguesias da Ribeira do Neiva zusammengeschlossen.